# Winterbourne (suối)
Winterbourne là một dòng suối hoặc dòng sông khô trong những tháng mùa hè. Winterbourne đôi khi được gọi đơn giản là bourne, từ tiếng Anglo-Saxon để chỉ một dòng chảy từ một con suối, mặc dù thuật ngữ này cũng có thể được sử dụng cho các dòng nước cả năm.
Winterbournes thường hình thành ở những nơi có đá phấn (hoặc đá xốp khác) đồi dốc giáp thung lũng đất sét hoặc thung lũng. Khi trời mưa, đá phấn xốp giữ nước trong tầng chứa nước, giải phóng nước với tốc độ ổn định. Trong mùa khô, mực nước ngầm có thể xuống dưới mực nước suối, khiến nó bị khô.
Winterbourne thỉnh thoảng được đặt tên cho các khu định cư. Nhiều khu vực trong số 'Winterbournes' của Vương quốc Anh là ngôi làng ở Dorset, chẳng hạn như Winterbourne Abbas, Winterborne Monkton, Winterborne St Martin, Winterborne Zelston, Winterborne Houghton và Winterborne Whitechurch. Ở Wiltshire, phía bắc Avebury, có những ngôi làng Winterbourne Monkton và Winterbourne Bassett; và ở Nam Gloucestershire có những ngôi làng Winterbourne và Winterbourne Down.
Khai thác các tầng chứa nước đá phấn như một nguồn nước sinh hoạt ở Anh đã có tác dụng chuyển đổi nhiều dòng sông và sông thành các khu dân cư nhân tạo. Hiệu ứng này đang gây tranh cãi và các chiến dịch địa phương thường thành công trong việc giảm sự trừu tượng của tầng nước ngầm và đảo ngược hiệu ứng. Ví dụ, tham khảo sông Pang ở Berkshire.
Có một dòng suối Winterbourne ở một khu vực ngoại ô của Lewes, East Sussex. Khu vực này còn được gọi là Winterbourne. Dòng suối chảy từ chân South Downs qua một công viên, khu nhà ở và một khu vườn công cộng, kết thúc tại Khu bảo tồn thiên nhiên Đường sắt nơi nó gặp River Ouse. Đó là một dòng suối trong suốt và xanh tươi, thường xuyên được vịt lui tới để bơi và sinh hoạt. Một dòng suối Winterbourne khác là River Lavant được tìm thấy ở Chichester, West Sussex.